# Marinus II
Marinus II, född i Rom, död maj 946 i Rom, var påve från den 30 oktober 942 till sin död våren 946.
Marinus var romare, och kardinal av St. Ciriacus innan han blev påve. Alberic II av Spoleto, som var furste av Rom, bidrog till att han utvaldes till Stefan VIII:s (som tidigare kallats Stefan IX:s) efterträdare den 30 oktober 942.
Beträffande den världsliga makten koncentrerade Marinus II sig på påvemaktens administration och diplomati, eftersom Alberic inte lät ett uns av makt slippra mellan sina fingrar. Vad gäller det andliga fortsatte han verka inom utvecklingen att gynna det framväxande klosterväsendet, verka för att lindra för de fattiga, samt iordningställa en del basilikor.
Genom misstag har Marinus I och Marinus II i vissa påvelängder uppförts under namnen Martin II och Martin III och därigenom vållat oriktig nummerföljd i avseende på två påvar med detta namn.